# Gertrud Sickermann
Gertrud Sickermann (Rheinbach, 1819 - Sittard, 1876), conocida también por su nombre religioso Madre Seraphine, fue una religiosa católica alemana, fundadora de la Congregación de Hermanas de la Caridad Cristiana de la Preciosísima Sangre.

## Biografía
Gertrud Sickermann nació en 1819 en Rheinbach en el distrito de Rin-Sieg (Renania del Norte-Westfalia-Alemania). El 18 de octubre de 1842 ingresó a las Hermanas de la Caridad de San Carlos en la ciudad de Maastricht, en los Países Bajos, donde cambió su nombre por el de Madre Serafina. Allí trabajó por diez años como directora del orfanato dirigido por las religiosas. Fue enviada a fundar una filial en Sittard, en 1847, para la atención de los pobres, enfermos y huérfanos. Sin embargo, por motivos económicos, la congregación se vio obligada a cerrar la comunidad. El pueblo se había encariñado con las hermanas, razón por la cual acudieron al obispo de Roermond, para que no permitiera el cierre de la casa. El obispo Joannes Paredis invitó Gertrud Sickermann a quedarse y separar la filial de la casa madre de Maastricht, para dar inicio a una nueva congregación. De ese modo, Sickermann dio inicio a las Hermanas de la Caridad Cristiana de la Preciosísima Sangre en 1857 y fue nombrada la primera superiora general.
Durante su superiorato, Sickermann consiguió la aprobación diocesana de la congregación el 18 de junio de 1862. La religiosa murió en el convento de Sittard en 1876.